# Cnemaspis affinis
Cnemaspis affinis este o specie de șopârle din genul Cnemaspis, familia Gekkonidae, descrisă de Stoliczka 1870. Conform Catalogue of Life specia Cnemaspis affinis nu are subspecii cunoscute.